# Gabriel Sue
Pour les articles homonymes, voir Sue.
 (septembre 2015).
Si vous disposez d'ouvrages ou d'articles de référence ou si vous connaissez des sites web de qualité traitant du thème abordé ici, merci de compléter l'article en donnant les références utiles à sa vérifiabilité et en les liant à la section « Notes et références ».
Gabriel Sue, né à Marseille (Bouches-du-Rhône) le 1er juin 1867, et mort en 1958, est un peintre français.

## Biographie
Gabriel Sue est le fils de Gabrielle Labatut et Paul Sue (petit-fils de cousins issus de germains de l'écrivain Eugène Sue). Il est élevé à la Seyne près de Toulon (Var). Il reste toute sa vie un méridional, un trait qui marquera son œuvre. En 1883, il dessine des cerfs du jardin d'acclimatation de Marseille, des portraits, le port de Toulon. En 1885, il est élève au collège de Caouzou de Toulouse. Son père veut en faire un notaire, mais la détermination de Gabriel Sue à devenir peintre l'emporte.
Après son service militaire au 18e escadron du train des équipages, du 12 novembre 1888 au 23 septembre 1891, Gabriel se forme de 1891 à 1892 à Bordeaux, à l’école de Charles Braquehaye, grand admirateur de l'art japonais. Recommandé auprès de Jean-Léon Gérôme, il se rend à Paris pour continuer sa formation à l'Académie Julian dans l'atelier de Jean-Paul Laurens de 1893 à 1894. Ce dernier lui insuffle le goût des paysages et de Benjamin Constant, dont il tient la vigueur et la brillante harmonie de ses coloris.
Il y rencontre Paul Cézanne et sera très admiratif de la construction du dessin sans cesse remodelé de cet artiste jamais satisfait. Steinlen, voyant ses dessins de chats, lui conseille vivement de s'orienter vers l'art animalier pour lequel il était déjà très attiré. Il dessine de nombreuses études au jardin des Plantes et au Muséum national d'histoire naturelle.

## Peintre animalier
Il quitte l'Académie Julian et poursuit son travail en solitaire, préoccupé par la couleur et la recherche du mouvement, notamment pour ses tableaux de meute et des marines de l'Île Chausey. En 1896, le rendu du mouvement se dégageant des toiles de Gabriel Sue, observées chez une amie commune, intrigue Toulouse-Lautrec qui, pour s'informer de la technique utilisée, lui donne rendez-vous chez Reynolds, au Irish and American Bar, où il croquait les évolutions acrobatiques du clown Chocolat.
Jusqu'en 1912, sa base reste Paris, berceau de la peinture de l'époque, où il a son atelier. Il étudie les meutes de Normandie, meute Guillet à Saint-Sever-Calvados, d'Aquitaine (meute Fontaine Henri à Marmande (Lot-et-Garonne), du Beuil à Captieux (Gironde), Corteaux à Preychac, Clarayon Latour… et sa propre meute à Servanches en Dordogne.
Il voyage en Italie, en Espagne (musée du Prado), en Algérie et en Tunisie avec son ami peintre Édouard Saglio (né en 1867). Toutefois, s'il côtoie le monde de la peinture parisienne, Sue reste un solitaire. La vie sauvage avec les meutes en pleine nature lui est une nécessité vitale. En 1910, après vingt ans de fiançailles, il épouse Marie Breen, une irlandaise, professeur agrégée de lettres, et s'installe définitivement dans le petit village de Servanches en Dordogne, dont il est le maire.
Il n’aura pas d’enfants, mais il adopte à la fin de sa vie ses neveux Jean-Jacques et William Bordes, afin que sa propriété puisse leur revenir. Sa demeure accueille de nombreux poètes et amis, Frédéric Plessis, Charles Oberthür, et surtout des centaines d’animaux. Peintre campagnard, il exposera avec les grands peintres de son époque jusqu’à sa mort en 1958.

## Son style
Gabriel Sue est tout d'abord très inspiré par l'impressionnisme dont il utilisera la technique de séparation des couleurs dans ses recherches sur le mouvement. Il peut être rattaché au postimpressionnisme, avec une attraction certaine pour le fauvisme pour exprimer son tempérament de coloriste. Peintre animalier, Gabriel Sue exprime librement son style malgré les exigences d’une discipline dont les amateurs demandent une reproduction fidèle de l’animal et des scènes cynégétiques. Dualité sinon contradiction entre cet art animalier qui se veut réaliste et la passion de Gabriel Sue pour la couleur, la luminosité, le mouvement, la simplification extrême du trait.
« Ce qui est inutile est nuisible à l'expression », dit-il[réf. nécessaire]. Sa manière, fortement structurée quant aux formes et aux couleurs, a subi indéniablement l'influence de Paul Gauguin et de son école. À l'encontre de cette école qui prône la peinture de mémoire, le travail en plein air restera vital pour Gabriel Sue. Il s'appuie sur de nombreuses études, esquisses et parfois sur la photographie pour composer ses toiles. La période située entre 1900 et 1925 est très représentative de son aspiration de coloriste avec l'utilisation de grands aplats de couleur, du cloisonnisme, de la sobriété du trait pour la représentation de scènes champêtres ou cynégétiques. Les œuvres qui en découlent sont parfois rudes mais toujours réalisées dans un souci d'unité et d'harmonie.
En ce sens, il est atypique et se différencie des peintres animaliers de son époque. Gabriel Sue portera un soin particulier à la couleur et à la matière. Grâce à son besoin vital d'indépendance, Gabriel Sue a développé un style unique dans l'art animalier de son époque.

## Collections publiques
- Bordeaux, musée des beaux-arts : Hallali dans les dunes, huile sur carton[3]

## Salons
- 1901 : Salon de la Société nationale des beaux-arts ;
- 1902 : Salon des indépendants ;
- 1903 : Salon d'automne ;
- 1903 : Salon d'hiver ;
- 1904 : Salon des indépendants ;
- 1912 : Salon des animaliers[4] ;
- 1922 : Salon des indépendants ;
- 1932 : Salon de l'Atelier, Bordeaux ;
- Salon des artistes et artisans de Bordeaux et du Sud-Ouest.

## Expositions
- Exposition de la jeune peinture française organisée par Henry de Waroquier sur le thème Un seul tableau par peintre, avec Pierre Bonnard, Charles Camoin, André Derain, Raoul Dufy, Guérin, André Lhote, Henri Matisse, Albert Marquet, Édouard Vuillard et Maurice de Vlaminck ;
- 1918 : exposition de l'Arc-en-ciel (groupe franco-américain) avec Paul Signac, Antoine Bourdelle, Les Dindons.